# Нова телевизия
Вижте пояснителната страница за други значения на Нова.
Нова телевизия, изписвана от юни 2016 г. като NOVΛ/NOVA, а в предишни периоди като НТВ, Nova Television и NTV, е българска частна национална телевизия, част от „Нова Броудкастинг Груп“. От януари 2021 г. е собственост на „Юнайтед Груп“ – телекомуникационен и медиен оператор в Югоизточна Европа със седалище в Нидерландия.

## История
Нова телевизия стартира като ефирен регионален телевизионен канал в София на 16 юли 1994 г. Първият кадър в програмата на телевизията е българският игрален филм „Всичко е любов“ (1979). На 7 август 1995 г. е излъчена първата новинарска емисия „Календар“. На 17 септември 1997 г. е първият брой на първия сутрешен блок по телевизията „Почна се“. От 2000 година телевизията е 100% собственост на гръцката медийна компания „Antenna Group“.
На 18 юли 2003 г. Нова телевизия получава лиценз за национално ефирно разпространение на своята програма на честотите на Първи канал „Останкино“. Така Нова ТВ става третата национална телевизия в България (след Канал 1 и БТВ).
На 19 септември 2005 г. Нова телевизия представя ново лого, нова музика и графична опаковка, заедно с новата си програмна схема.
На 31 юли 2008 г. шведският медиен гигант Модърн Таймс Груп подписва договор за купуването на Нова телевизия за 620 милиона евро (над 1,2 милиарда лева). В този период компанията притежава и т.нар. тогава телевизионни канали на DIEMA VISION. От началото на 2011 г. Нова телевизия, каналите DIEMA, KINO NOVA, DIEMA FAMILY, NOVA SPORT, четирите платени канали – TV 1000 Balkan, Viasat History, Viasat Explorer, Viasat Nature, както и списание EVA се обединяват под името Нова Броудкастинг Груп, част от MTG.
На 12 септември 2011 г. телевизията представя новата си програмна схема, като с това променя графичната опаковка и новото си лого, а новинарската емисия „Календар“ е преименувана на „Новините на Нова“. Диема 2 получава ново име – KINO NOVA.
На 19 февруари 2018 г. MTG обявява, че е подписала с PPF Group споразумение за продажбата на своя дял от 95% в Нова Броудкастинг Груп в България. PPF Group е чешко инвестиционно дружество, собственост на Петр Келнер. През юли 2018 г. обаче КЗК обяви, че спира сделката за продажбата на компанията.
Няколко месеца по-късно – от март 2019 г., братята Кирил и Георги Домусчиеви придобиват 100% от акциите на „Нова броудкастинг груп“ АД чрез дружеството им „Адванс медиа груп“ ЕАД (част от холдинга „Адванс пропъртис“ ООД). По информация в медиите, сделката е на стойност 185 млн. евро. След смяната на собствеността от медията са освободени много от основните журналисти, други напускат, а част от работещите в свързания с политика Делян Пеевски Канал 3, който от октомври 2020 г. вече е част от групата, започват работа в NOVA.
На 19 януари 2021 г. КЗК одобрява сделката за продажбата на Нова Броудкастинг Груп на собственика на телекомуникационния оператор Виваком – Юнайтед Груп, която е подписана по-рано на 24 декември 2020 г. На 22 януари 2021 г. сделката по придобиването е финализирана.
От края на 2021 г. за главен изпълнителен директор на Нова Броудкастинг Груп е назначен Дирк Геркенс (директор "Програми, продукция и рекламни продажби" в Юнайтед Груп), който поема поста от Николай Андреев. 
От 13 май 2022 г. за главен изпълнителен директор на Нова Броудкастинг Груп е назначена Стефана Здравкова, поемаща поста от Дирк Геркенс.  На 1 юни 2022 г. е съобщено, че Красимира Хаджийска поема функциите на главен оперативен директор. 
От 21 февруари 2024 година Дирк Геркенс отново става главен изпълнителен директор на мястото на Стефана Здравкова. 
От 24 март 2025 г. за главен изпълнителен директор на Нова Броудкастинг Груп е назначена Красимира Хаджийска, а Вяра Анкова поема функциите на главен оперативен директор. 

## Разпространение
Програмата на Нова телевизия се разпространява ефирно в голяма част от страната в дециметровия обхват, както и от всички компании, разпространяващи тв съдържание. От октомври 2006 част от програмите на телевизията могат да се гледат и чрез мобилен телефон в 3G мрежата на оператора Мобилтел, а от 2011 – и в мобилния пакет на Виваком. На 20 юни 2007 година започва да произвежда продукцията си изцяло цифрово. Нова телевизия може да се гледа онлайн на официалния сайт на телевизията. Предаванията от ефира на Нова телевизия могат да се гледат на онлайн платформата за видео съдържание NOVA PLAY.
От 1 март 2013 г. започва да се излъчва и цифрово ефирно във формат MPEG 4 в цялата страна. От 6 септември 2014 г. се излъчва цифрово ефирно във формат MPEG 4 в 16:9 формат. От 6 септември 2019 г. NOVA преминава към излъчване в HD качество и се излъчва в повечето оператори.

## Продукции и програма

### Новини и актуални предавания
През годините Нова телевизия представя нови и иновативни формати и жанрове в програмната си схема. В ефира на Нова телевизия своята кариера започват водещи имена като Николай Дойнов, Лора Крумова, Миа Сантова, Даниела Тренчева, Христо Калоферов, Мирослава Иванова, Галя Щърбева, Милен Цветков и много други. Впоследствие към журналистическия екип се присъединяват утвърдени журналисти като Анна Цолова, Виктор Николаев, Ани Салич, Марина Цекова, Надежда Узунова, Невена Василева. Нова телевизия има специализиран екип от разследващи журналисти.
На 17 септември 1997 г. е първият брой на първия сутрешен блок по телевизията „Почна се“, а през 2000 г. е заменено от предаването „Здравей, България“, в което водещият Милен Цветков налага нова тенденция в сутрешната телевизия в страната – тази на сутрешни предавания, в които преобладава политиката и полемиката. В периода 2002 – 2006 г. предаването се ретранслира и по Радио „Експрес“, което по онова време, заедно с Нова телевизия, също е част от „Antenna Group“.
През уикенда събота и неделя сутрин от 2012 г. се излъчва предаването „Събуди се“, понастоящем с водещ Марина Цекова.
В ежедневното коментарно предаване „Пресечна точка“ се провеждат дискусии по актуалните теми на деня. В „На фокус с Лора Крумова“ акцентът е върху анализ и коментар на събитията на седмицата. От 2014 г. част от програмата е и документалното предаване Ничия земя, а от 2021 г. стартира документалната поредица „Да хванеш гората“
Други актуални предавания, които са се излъчвали в миналото по NOVA са „На четири очи“(2000 – 2012), „60 минути“ с Милен Цветков (по-късно „Часът на Милен Цветков“) (2004 – 2018), „Отечествен фронт“ (2006 – 2013), „Карбовски директно“ (2010 – 2013), „Челюсти“ (2009), „Разследване“ (2012 – 2016), „Всяка неделя“ (2012 – 2014), „На светло с Люба Кулезич“ (2013 – 2015), „ДИКOFF“ (2013 – 2015), „Комбина“ (2015 – 2017), „Плюс–Минус: Коментарът след новините“ (2018 – 2020), „Неделята на NOVA“ (2019 – 2021), „Карай направо“ (2020 – 2022) и др.

### Реалити предавания
Телевизията е първата в България, която излъчва реалити предаване. Big Brother стартира през 2004 г. и до днес е част от програмната схема с различни промени във формата.
По NOVA се излъчват български версии на много от световните продукции, формати в почти всички жанрове:
- музикални – „Star Academy“ (2005, по лиценз на Endemol), „Пей с мен“ (2008, авторско предаване на Seven-Eight Productions), „X Factor“ (2011 – 2017 по лиценз на The X Factor па Fremantle), „Като две капки вода“ (2013 – 2025, по лиценз на Your Face Sounds Familliar на Banijay Group), „Големите надежди“ (2014, авторско предаване на Global Group), „Пееш или лъжеш“ (2016, 2024 – , по лиценз на I Can See Your Voice на CJ ENM), „Маскираният певец“ (2019 – 2021, по лиценз на The Masked Singer на Fremantle), „Звездите в нас“ (2022, по лиценз на StarStruck на Banijay Group)
- романтични – „Островът на изкушението“ (2007, по лиценз на Temptation Island на Banijay Group), „Фермер търси жена“ (2011, 2015, по лиценз на Farmer wants a wife на Fremantle), „Женени от пръв поглед“ (2015, 2019, по лиценз на Gift Ved Første Blik на DR3), „Един за друг“ (2020 – , по лиценз на Power Couple на Abot Hameiri/Fremantle)
- социална тематика – „Пълна промяна“ (2007, по лиценз на Extreme Makeover на Lighthearted Entertainment), „Мис Пепеляшка“ (2015 - 2017), „Шеф под прикритие“ (2016 – 2020, 2024, по лиценз на Undercover boss на All3Media), „Дом за всеки“ (2017, 2019), „Домът на мечтите“ (2025)
- scripted reality – „Съдби на кръстопът“ (2013 – 2019, 2022, по лиценз на Families at the Crossroads на All3Media), „Любовни афери“ (2024)
- приключенски – „Страх“ (2009, по лиценз на Fear Factor на Banijay Group), „Игри на волята“ (2019 – , по лиценз на Desafío на Caracol TV)
- със звезди – „VIP Dance“ (2009, по лиценз на Strictly Dancing на Endemol), „Bailando“ (2010, по лиценз на Bailando por un sueño), „Dancing Stars“ (2013 – 2014, по лиценз на Strictly Come Dancing на BBC Worldwide), „И аз го мога“ (2015, по лиценз на I can do that на Armoza Fromats), „Звездни стажанти“ (2016, по лиценз на Celebrity Apprentice на Fremantle), „Сладко отмъщение“ (2020), „Забраненото шоу на Рачков“ (2021), „С Рачков всичко е възможно“ (2022 – 2023, по лиценз на Vendredi Tout Est Permis на Satisfaction)
- кулинарни – „Черешката на тортата“ (2011 – 2025, по лиценз на Come Dine with Me на MultiStory Media), „Кошмари в кухнята“ (2014 – 2017, 2019 - 2022, по лиценз на Kitchen Nightmares на ITV Studios), „Bake Off: Най-сладкото състезание“ (2016, по лиценз на The Great British Bake Off на BBC Worldwide), „Hell's Kitchen България“ (2018 – , по лиценз на Hell`s Kitchen на ITV Studios), „Муха в супата“ (2025 - по лиценз на Rat in the Kitchen на ITV Studios)

### Филми и сериали
Нова телевизия е първата телевизия, която започва масовото излъчване на латиносериали в България през 1994 година с бразилския сериал „Усмивката на гущера“, следван от пуерториканските „Три съдби“ и „Госпожа Съблазън“, както и първата телевизия, която налага нова тенденция през 2008 година – тази на турските сериали с началото на „1001 нощ“, а през 2014 г. започва излъчването на третия индийски сериал в България – „Малката булка“.
Нова телевизия е и първа от частните телевизии у нас в заснемането на български сериали. Телевизията излъчва българските сериали „Хотел България“, „Морска сол“, „Забранена любов“, „Отплата“, „Етажна собственост“.
През есента на 2016 г. Нова Броудкастинг груп започва инициативата „NOVA подкрепя българските филми на всички платформи“, с което обявява сериозните си намерения да инвестира в създаването на български филми и сериали и в развитието на българския кино пазар. Този бранд съпътства повечето собствени сериали на групата – медицинският сериал „Откраднат живот“, „Ние, нашите и вашите“, „Дяволското гърло“, „Господин X и морето“, драматичният „Пътят на честта“, „Ягодова луна“, семейният „All Inclusive“, криминалните „Братя“, „Отдел Издирване“ и „Клетката“, драматичните „Лъжите в нас“ и „С река на сърцето“, комедията „Много мой човек“, „Алея на славата“.
От есента на 2016 г. съвместно с „Лента“, Нова Броудкастинг Груп се включва като копродуцент на шест мащабни български кино ленти – „Маймуна“, „Войвода“, „Бензин“, „Вездесъщият“, „Дъвка за балончета“, „Привличане“.
Телевизията излъчва и български сериали, създадени по лиценз на световни продукции – „Женени с деца в България“ (по Married...with children), „Полицаите от края на града“ (по Los Hombres De Paco), както и реалити сериалът „София – ден и нощ“ (по Berlin – Tag und Nacht)

### Други продукции
- „На кафе“ – делнично магазинно предаване, ток шоу (2000 – 2005, 2009 – )
- „Семейни войни“ – ТВ игра, по лиценз на Family Feud на Fremantle (2002 – 2005, 2016 – )
- „Сделка или не“ – ТВ игра, по лиценз на Deal or no Deal на Banijay Group (2005 – 2009, 2010 – 2018, 2023 – )
- „Съдебен спор“ – съдебно шоу
- „Иконостас“ – православно предаване

### Минали продукции
- „Скрита самоличност“ (2024, по лиценз на Identity на Banijay Group)
- „Голямото преследване“ (2022 – 2023, по лиценз на The Chase на ITV Studios)
- „Извън новините“ с Ани Салич (2014)
- „Студио VIP“ (2013 – 2014)
- „Къщата на Нова“ (2013)
- „Марс и Венера“ (2013)
- „България говори“ (2013)
- „Национална лотария“ (2012 – 2020)
- „World stories – малки истории от големия свят“ (2012 – 2013)
- „VIP Новините“ (2012 – 2013)
- „Да ти паднат 100 хиляди“ (2012, по лиценз на The Money Drop на Banijay Group)
- „Магнитико“ (2012)
- „Специалистите“ (2012)
- „Бон Апети“ (2011 – 2018)
- „Разбий Иван и Андрей“ (2011, по лиценз на Beat Your Host на SevenOne International)
- „Ники Кънчев под наем“ (2011, по лиценз на Rent a Host на SevenOne International)
- „Аз обичам България“ (2011 – 2012, 2016 – 2017, по лиценз на I Love My Country на ITV Studios)
- „На инат“ (2011)
- „Метрополис“ (2011)
- „Колелото на късмета“ (2010, по лиценз на Wheel of Fortune на Banijay Group)
- „Истината за нас“ (2010, по лиценз на The Truth About Us на Lighthearted Entertainment)
- „Доказване на противното“ (2010)
- „Поверително от...“ (2010)
- „Емигранти“ (2010)
- „Островът на съкровищата“ (2010)
- „Станция NOVA“ (2009 – 2012)
- „Club News“ (2009 – 2012)
- „Шоуто на Иван и Андрей“ (2009 – 2011)
- „Трезор“ (2009 – 2010)
- „Цената на истината“ (2009, по лиценз на The Moment of Truth на Lighthearted Entertainment)
- „Ало, къщата“ (2009)
- „Царете на комедията“ (2008 – 2009)
- „Дупка в стената“ (2008, по лиценз на Hole in the Wall на Fremantle)
- „Ва Банк“ (2008)
- „Караоке в събота вечер“ (2007 – 2009)
- „Звезден репортер“ (2006 – 2014)
- „Един срещу всички“ (2006 – 2008, по лиценз на 1 vs. 100 на Banijay Group)
- „Моят дом“ (2005)
- „Имаш поща“ (2005 – 2008, 2012 – 2013, по лиценз на C'è posta per te на Fascino)
- „Горещо с Венета Райкова“ (2004 – 2014)
- „Хай тек“ (2004 – 2012)
- „Животните представят“ (2004 – 2008)
- „Голите ангели“ (2004)
- „Господари на ефира“ (2003 – 2009, 2012 – 2018, по лиценз на Striscia la notizia на Canale 5)
- „Искам работа“ (2003 – 2004)
- „Стани богат“ (2001 – 2014, по лиценз на Who Wants To Be A Millionaire? на Celador)
- „Телефакти“ (1999 – 2004)
- „Спортен свят“ (1994 – 2008)
- „На чисто“
- „4 посоки“
- „Агро пари“
- „Големият ?“
- „У нас“
- „Кино нова“
- „Real TV“
- „На твое място“
- „Мотор шоу“
- „Честно казано“
- „Съботно такси“
- „Моят дом“
- „Без багаж“
- „На скорост“
- „Данс дъга“
- „Колела“
- „Спортувайте с нас“
- „От игла до конец“
- „Кинохит“
- „В сърцето на София“
- „В полите на Витоша“
- „Автомобили“
- „Авто хит“
- „Авто шоу“
- „Софийски приказки“
- „Тя“
- „Туристически предизвикателства“
- „Любимци“
- „Кулинарна мозайка“
- „Софийски потайности“
- „Лабиринт“
- „Сол ключ“
- „Музикален свят“
- „Компютърни мечти“
- „Топ фолк“
- „Как си ти“
- „Столица в сто лица“
- „Архитектурен магазин“
- „Докторе, защо?“
- „Часът на джаза“
- „Почти полунощ е...“
- „Утро“
- „В кадър“
- „Тонус“
- „Не може да бъде“
- „Откъде-накъде“
- „Открито студио“
- „Хайде да ми сготвиш“
- „Полиграм гостува на НТВ“
- „Посоки“
- „Време за култура“
- „Пуканки“
- „Късен маратон“
- „Треска за футбол“
- „Сони мюзик“
- „Express Сократ“

### Спорт
На 11 февруари 2015 г. Нова Броудкастинг Груп пуска два нови платени спортни канала в HD качество – DIEMA SPORT и TRACE SPORT STARS. Те са достъпни в платения пакет DIEMA EXTRA. На 25 юли 2015 г. Нова Броудкастинг Груп добавя към същия пакет нов спортен канал в HD качество – DIEMA SPORT 2. През май 2021 г. е обявено създаването на DIEMA SPORT 3, чийто официален старт е на 1 юли 2021 г.

## Радио
Нова телевизия стартира излъчването на новинарско радио – Радио Нова Нюз, на 22 септември 2015 г., на мястото на Радио Аура. Радиостанцията се излъчва ефирно в осем града – София, Кюстендил, Велико Търново (където през 2015 г. заменя Радио „Аура“), Велинград, Дупница, Момчилград, Несебър и Троян, както и по сателит и онлайн. Радиото е съвместен проект на „Нова Броудкастинг Груп“ и „РТЕ Нет“/„Радиоплей Медия“.

## Nova Play
Nova Play (или Нова Плей) е безплатна онлайн платформа, която дава възможност на потребителите в удобно за тях време да гледат всички продукции, излъчвани в ефира на NOVA – популярни шоу програми и избрани сериали, новини и актуални предавания. Ако зрителят е пропуснал някоя продукция може да я намери в сайта достъпна за период от 7 до 30 дни. Освен телевизионно съдържание, запазена марка на Nova Play са специалните колекции с ексклузивно съдържание – телевизионни сериали и предавания. Платформата е създадена през 2010 г., a съдържанието на платформата е достъпно и извън границите на България. Регистрацията в сайта не е задължителна, но потребителите имат достъп до повече функционалности, ако се регистрират. Платформата е достъпна на всички популярни устройства – компютри, таблети или смартфони в 3G или WiFi мрежа. Секцията „Моята Nova Play“ дава възможност на потребителите да се абонират за определена продукция.
През есента на 2024 г. и пролетта на 2025 г., по време на съответните сезони на Big Brother, "Като две капки вода" и "Един за друг", в мобилното приложение на NOVA Play са достъпни и анкети за гласуване, чрез които зрителите могат да участват в допитвания и да гласуват за участниците в предаванията.

## Критики и противоречия
На 13 април 2021 г. в обедната емисия новини на Нова телевизия, репортерът Благой Цицелков казва, че от „Има такъв народ заявиха, че са готови да приемат подкрепа от абсолютно всеки включително ДПС и ГЕРБ“. Същия ден в ефира на 7/8 ТВ Тошко Йорданов нарича коментара „мазна лъжа“ и заявява че „Ако бяхме в Крумова България за тази лъжа щяха да липсват части от тялото на това момче с микрофона“. Пиарът на ГЕРБ Никола Николов остро критикува Йорданов в социалните мрежи, написвайки във Фейсбук: „Лошо започвате, г-н продуцент! Свободата на словото е свещено право, мислех си, че го знаете“. Севделина Арнаудова, говорителката на Бойко Борисов, пише: „#ИмаТакиваМутри“.
Цицелков по-късно уточнява, че объркал имената на две партии по време на живо включване. В интервю за сайта Clubz пояснява: „казвам „Има такъв народ“ вместо „Изправи се! Мутри вън!“. От репортажа, излъчен малко по-късно, става ясно, че имам предвид „Изправи се! Мутри вън!“
Асоциацията на европейските журналисти призовават Йорданов като новопостъпващ депутат да се ръководи „от ценностите на XXI век, а не на Средновековието“.

## Уебсайт
Нова телевизия стартира своето онлайн присъствие през април 1996 г., което на практика я прави първата българска телевизия със свой собствен уебсайт. Появява се под домейна ntv.bulgaria.com и съдържа информация за излъчваните по канала предавания и филми, информация за телевизията, както и рекламна тарифа и контакти. Доразвива се между 1999 и 2000 г. и вече предлага информация за актуалните новини от столицата, страната, света, спорта и други и е преместен на нов уеб адрес – www.ntv.bg. Сайтът претърпява пълен редизайн през 2003 г., разработката на новият сайт е дело на MAG Studio и е допълнен с нови функционалности като: галерии със снимки на предаванията, седмичен хороскоп, чат в сутрешния блок, форум и прочее. Порталът на Нова телевизия търпи козметични промени при промяната на логото и графичната визия през септември 2005 г. Пълен редизайн получава отново през 2009 г., като потребителите вече имат достъп до богатия видео архив, както и излъчването на живо на Нова телевизия и то от нов адрес – www.novatv.bg
През 2016 г. сайтът отново е преместен на нов уеб адрес – www.nova.bg
Според Alexa, уебсайтът nova.bg е 24-тият най-популярен уебсайт в България.